# 1992-es labdarúgó-Európa-bajnokság (selejtező)
Az 1992-es labdarúgó-Európa-bajnokság selejtező mérkőzéseit 1990 májusától 1991 decemberéig játszották le. A selejtezőben 33 válogatott vett részt. A házigazda Svédország nem vett részt a selejtezőkben.
Magyarország a selejtezőben a 3. csoportba került. Az ellenfelek Ciprus, Norvégia, Olaszország és a Szovjetunió voltak. Magyarország nyolc meccsén, kettő győzelmet és négy döntetlent ért el és két veresége volt, valamint 10 szerzett, és 9 kapott góllal fejezte be a selejtezőt, a csoport negyedik helyén.

## Kijutott csapatok
A következő csapatok jutottak ki az Európa-bajnokságra:

| Ország        | Kvalifikáció módja            | Kvalifikáció időpontja | Korábbi Európa-bajnoki részvételek |
| ------------- | ----------------------------- | ---------------------- | ---------------------------------- |
| Svédország    | Rendező                       | 1988. december 16.     | 0 (újonc)                          |
| Franciaország | 1. csoport győztese           | 1991. október 12.      | 2                                  |
| Anglia        | 7. csoport győztese           | 1991. november 13.     | 3                                  |
| FÁK           | 3. csoport győztese           | 1991. november 13.     | 6                                  |
| Skócia        | 2. csoport győztese           | 1991. november 20.     | 0 (újonc)                          |
| Hollandia     | 6. csoport győztese           | 1991. december 4.      | 3                                  |
| Németország   | 5. csoport győztese           | 1991. december 18.     | 5                                  |
| Dánia         | A 4. csoport győztese helyett | 1992. május 31.        | 3                                  |

1. ↑  A FÁK 1960 és 1988 között Szovjetunió néven szerepelt.
2. ↑  Szovjetunióként jutott ki, az ország felbomlása miatt FÁK néven szerepelt.
3. ↑  Németország 1972 és 1988 között NSZK néven szerepelt.
4. ↑  A selejtező 4. csoportját Jugoszlávia nyerte, de a kizárásuk miatt Dánia vett részt.

## Játékvezetők
| - Besnik Kaimi - Plarent Kotherja - Hubert Forstinger - Friedrich Kaupe - Gerhard Kapl - Guy Goëthals - Marcel van Langenhove - Michel Piraux - Frans van den Wijngaert - Alphonse Constantin - Todor Kolev - Kósztasz Kapszósz - Loizos Loizou - Henning Lund-Sørensen - Kim Milton Nielsen - Jan Damgaard - Joseph Bertram Worrall - George Courtney - Neil Midgley - Joaquín Ramos Marcos - Emilio Soriano Aladren - Ildefonso Urizar Azpitarte - Antonio Martín Navarrete - Kaj Nätri - Simo Ruokonen - Esa Antero Palsi - Gérard Biguet - Joël Quiniou - Rémi Harrel - Michel Girard | - Aron Schmidhuber - Karl-Heinz Tritschler - Manfred Roßner - Karl-Josef Assenmacher - Günther Habermann - Siegfried Kirschen - Manfred Neuner - Wolf-Günter Wiesel - Vaszílisz Nikákisz - Puhl Sándor - Varga Sándor - Németh Lajos - Frederick McKnight - John Spillane - Guðmundur Haraldsson - Tullio Lanese - Carlo Longhi - Pietro D’Elia - Zoran Petrović - Roger Philippi - Victor Mintoff - Cornelius Bakker - John Blankenstein - Mario van der Ende - Jaap Uilenberg - Einar Halle - Egil Nervik - Rune Pedersen | - Michał Listkiewicz - Zbigniew Przesmycki - José Rosa dos Santos - Stefan Dan Petrescu - Mircea Lucian Salomir - Ion Crăciunescu - David Syme - Andrew Waddell - James McCluskey - Brian McGinlay - Bruno Galler - Kurt Röthlisberger - Rolf Blattmann - Arturo Martino - Erik Fredriksson - Bo Karlsson - Leif Sundell - Kurt Röthlisberger - Dušan Krchňák - Ivan Gregr - Jiří Ulrich - Erman Toroğlu - Yusuf Namoğlu - Sadik Deda - Alekszej Nyikolajevics Szpirin - Szergej Grigorjevics Huszainov - Howard King |

## Csoportok
A selejtezőcsoportok sorsolását 1990. február 2-án tartották Stockholmban. A csapatokat 7 csoportba sorsolták. Öt darab ötcsapatos és két darab négycsapatos csoportot alakítottak ki. A csapatok körmérkőzéses, oda-visszavágós rendszerben játszottak egymással. A csoportelsők kijutottak az Európa-bajnokságra.

A sorrend meghatározása
Az Európa-bajnokság selejtezőjében a következő pontok alapján állapították meg a sorrendet:
1. több szerzett pont az összes mérkőzésen
2. jobb gólkülönbség az összes mérkőzésen
3. több szerzett gól az összes mérkőzésen
4. sorsolás

### 1. csoport
| Hely. | Csapat        | M | Gy | D | V | G+ | G– | Gk  | P  | Továbbjutás                            |     | Franciaország | Csehszlovákia | Spanyolország | Izland | Albánia |
| ----- | ------------- | - | -- | - | - | -- | -- | --- | -- | -------------------------------------- | --- | ------------- | ------------- | ------------- | ------ | ------- |
| 1.    | Franciaország | 8 | 8  | 0 | 0 | 20 | 6  | +14 | 16 | Kijutott az 1992-es Európa-bajnokságra |     | —             | 2–1           | 3–1           | 3–1    | 5–0     |
| 2.    | Csehszlovákia | 8 | 5  | 0 | 3 | 12 | 9  | +3  | 10 |                                        |     | 1–2           | —             | 3–2           | 1–0    | 2–1     |
| 3.    | Spanyolország | 7 | 3  | 0 | 4 | 17 | 12 | +5  | 6  |                                        | 1–2 | 2–1           | —             | 2–1           | 9–0    |         |
| 4.    | Izland        | 8 | 2  | 0 | 6 | 7  | 10 | −3  | 4  |                                        | 1–2 | 0–1           | 2–0           | —             | 2–0    |         |
| 5.    | Albánia       | 7 | 1  | 0 | 6 | 2  | 21 | −19 | 2  |                                        | 0–1 | 0–2           | törölve       | 1–0           | —      |         |

1. ↑  A mérkőzés az Albániában uralkodó politikai helyzet miatt elmaradt. A mérkőzés időpontjáig mindkét ország kiesett.[1]

### 2. csoport
| Hely. | Csapat     | M | Gy | D | V | G+ | G– | Gk  | P  | Továbbjutás                            |     | Skócia | Svájc | Románia | Bulgária | San Marino |
| ----- | ---------- | - | -- | - | - | -- | -- | --- | -- | -------------------------------------- | --- | ------ | ----- | ------- | -------- | ---------- |
| 1.    | Skócia     | 8 | 4  | 3 | 1 | 14 | 7  | +7  | 11 | Kijutott az 1992-es Európa-bajnokságra |     | —      | 2–1   | 2–1     | 1–1      | 4–0        |
| 2.    | Svájc      | 8 | 4  | 2 | 2 | 19 | 7  | +12 | 10 |                                        |     | 2–2    | —     | 0–0     | 2–0      | 7–0        |
| 3.    | Románia    | 8 | 4  | 2 | 2 | 13 | 7  | +6  | 10 |                                        | 1–0 | 1–0    | —     | 0–3     | 6–0      |            |
| 4.    | Bulgária   | 8 | 3  | 3 | 2 | 15 | 8  | +7  | 9  |                                        | 1–1 | 2–3    | 1–1   | —       | 4–0      |            |
| 5.    | San Marino | 8 | 0  | 0 | 8 | 1  | 33 | −32 | 0  |                                        | 0–2 | 0–4    | 1–3   | 0–3     | —        |            |

### 3. csoport
| Hely. | Csapat       | M | Gy | D | V | G+ | G– | Gk  | P  | Továbbjutás                            |     | Szovjetunió | Olaszország | Norvégia | Magyarország | Ciprusi Köztársaság |
| ----- | ------------ | - | -- | - | - | -- | -- | --- | -- | -------------------------------------- | --- | ----------- | ----------- | -------- | ------------ | ------------------- |
| 1.    | Szovjetunió  | 8 | 5  | 3 | 0 | 13 | 2  | +11 | 13 | Kijutott az 1992-es Európa-bajnokságra |     | —           | 0–0         | 2–0      | 2–2          | 4–0                 |
| 2.    | Olaszország  | 8 | 3  | 4 | 1 | 12 | 5  | +7  | 10 |                                        |     | 0–0         | —           | 1–1      | 3–1          | 2–0                 |
| 3.    | Norvégia     | 8 | 3  | 3 | 2 | 9  | 5  | +4  | 9  |                                        | 0–1 | 2–1         | —           | 0–0      | 3–0          |                     |
| 4.    | Magyarország | 8 | 2  | 4 | 2 | 10 | 9  | +1  | 8  |                                        | 0–1 | 1–1         | 0–0         | —        | 4–2          |                     |
| 5.    | Ciprus       | 8 | 0  | 0 | 8 | 2  | 25 | −23 | 0  |                                        | 0–3 | 0–4         | 0–3         | 0–2      | —            |                     |

1. ↑  A Szovjetunió az Európa-bajnokságon Független Államok Közössége néven szerepelt a Szovjetunió felbomlása miatt.

### 4. csoport
Az Európai Labdarúgó-szövetség (UEFA) 1992. június 1-jén Jugoszláviát kizárta az Európa-bajnokságról, az ENSZ Biztonsági Tanácsának 1992. május 30-án hozott, 757-es számú határozatára hivatkozva, amely Kis-Jugoszlávia ellen teljes embargót hirdetett. Az UEFA a csoportmásodik Dániát hívta meg a tornára, amely a többi csoportmásodikot is megelőzte.
| Hely. | Csapat         | M | Gy | D | V | G+ | G– | Gk  | P  | Továbbjutás                            |     | Jugoszlávia | Dánia | Észak-Írország | Ausztria | Feröer |
| ----- | -------------- | - | -- | - | - | -- | -- | --- | -- | -------------------------------------- | --- | ----------- | ----- | -------------- | -------- | ------ |
| 1.    | Jugoszlávia    | 8 | 7  | 0 | 1 | 24 | 4  | +20 | 14 | Kizárták                               |     | —           | 1–2   | 4–1            | 4–1      | 7–0    |
| 2.    | Dánia          | 8 | 6  | 1 | 1 | 18 | 7  | +11 | 13 | Kijutott az 1992-es Európa-bajnokságra |     | 0–2         | —     | 2–1            | 2–1      | 4–1    |
| 3.    | Észak-Írország | 8 | 2  | 3 | 3 | 11 | 11 | 0   | 7  |                                        |     | 0–2         | 1–1   | —              | 2–1      | 1–1    |
| 4.    | Ausztria       | 8 | 1  | 1 | 6 | 6  | 14 | −8  | 3  |                                        | 0–2 | 0–3         | 0–0   | —              | 3–0      |        |
| 5.    | Feröer         | 8 | 1  | 1 | 6 | 3  | 26 | −23 | 3  |                                        | 0–2 | 0–4         | 0–5   | 1–0            | —        |        |

### 5. csoport
Eredetileg az NSZK-t és az NDK-t is ebbe a csoportba sorsolták. Németország újraegyesítése után az NDK megszűnt, az NSZK helyére Németország került.
| Hely. | Csapat      | M | Gy | D | V | G+ | G– | Gk  | P  | Továbbjutás                            |     | Németország | Wales | Belgium | Luxemburg |
| ----- | ----------- | - | -- | - | - | -- | -- | --- | -- | -------------------------------------- | --- | ----------- | ----- | ------- | --------- |
| 1.    | Németország | 6 | 5  | 0 | 1 | 13 | 4  | +9  | 10 | Kijutott az 1992-es Európa-bajnokságra |     | —           | 4–1   | 1–0     | 4–0       |
| 2.    | Wales       | 6 | 4  | 1 | 1 | 8  | 6  | +2  | 9  |                                        |     | 1–0         | —     | 3–1     | 1–0       |
| 3.    | Belgium     | 6 | 2  | 1 | 3 | 7  | 6  | +1  | 5  |                                        | 0–1 | 1–1         | —     | 3–0     |           |
| 4.    | Luxemburg   | 6 | 0  | 0 | 6 | 2  | 14 | −12 | 0  |                                        | 2–3 | 0–1         | 0–2   | —       |           |

### 6. csoport
| Hely. | Csapat      | M | Gy | D | V | G+ | G– | Gk  | P  | Továbbjutás                            |     | Hollandia | Portugália | Görögország | Finnország | Málta |
| ----- | ----------- | - | -- | - | - | -- | -- | --- | -- | -------------------------------------- | --- | --------- | ---------- | ----------- | ---------- | ----- |
| 1.    | Hollandia   | 8 | 6  | 1 | 1 | 17 | 2  | +15 | 13 | Kijutott az 1992-es Európa-bajnokságra |     | —         | 1–0        | 2–0         | 2–0        | 1–0   |
| 2.    | Portugália  | 8 | 5  | 1 | 2 | 11 | 4  | +7  | 11 |                                        |     | 1–0       | —          | 1–0         | 1–0        | 5–0   |
| 3.    | Görögország | 8 | 3  | 2 | 3 | 11 | 9  | +2  | 8  |                                        | 0–2 | 3–2       | —          | 2–0         | 4–0        |       |
| 4.    | Finnország  | 8 | 1  | 4 | 3 | 5  | 8  | −3  | 6  |                                        | 1–1 | 0–0       | 1–1        | —           | 2–0        |       |
| 5.    | Málta       | 8 | 0  | 2 | 6 | 2  | 23 | −21 | 2  |                                        | 0–8 | 0–1       | 1–1        | 1–1         | —          |       |

### 7. csoport
| Hely. | Csapat        | M | Gy | D | V | G+ | G– | Gk  | P | Továbbjutás                            |     | Anglia | Írország | Lengyelország | Törökország |
| ----- | ------------- | - | -- | - | - | -- | -- | --- | - | -------------------------------------- | --- | ------ | -------- | ------------- | ----------- |
| 1.    | Anglia        | 6 | 3  | 3 | 0 | 7  | 3  | +4  | 9 | Kijutott az 1992-es Európa-bajnokságra |     | —      | 1–1      | 2–0           | 1–0         |
| 2.    | Írország      | 6 | 2  | 4 | 0 | 13 | 6  | +7  | 8 |                                        |     | 1–1    | —        | 0–0           | 5–0         |
| 3.    | Lengyelország | 6 | 2  | 3 | 1 | 8  | 6  | +2  | 7 |                                        | 1–1 | 3–3    | —        | 3–0           |             |
| 4.    | Törökország   | 6 | 0  | 0 | 6 | 1  | 14 | −13 | 0 |                                        | 0–1 | 1–3    | 0–1      | —             |             |

## Gólszerzők
| Góllövő           | Gólok | Ország        | Klub                |
| ----------------- | ----- | ------------- | ------------------- |
| Darko Pancsev     | 10    | Jugoszlávia   | FK Crvena zvezda    |
| Jean-Pierre Papin | 9     | Franciaország | Olympique Marseille |
| Marco van Basten  | 8     | Hollandia     | AC Milan            |